# Phật Dược Sư
Phật Dược Sư (tiếng Phạn: bhaiṣajyaguru; chữ Hán: 藥師佛; nghĩa là "vị Phật thầy thuốc") (xem các tên gọi khác) là vị Phật đại diện cho sự trọn vẹn của Phật quả ngự cõi phía đông (là cõi Tịnh Lưu ly). Tranh tượng của vị Phật này hay được vẽ với tay trái cầm thuốc chữa bệnh và tay phải kết Ấn thí nguyện.
Phật Dược Sư thường được thờ chung với Phật Thích Ca Mâu Ni và A Di Đà, trong đó phật Dược Sư đứng bên trái còn Phật A Di Đà đứng bên phải Phật Thích Ca. Trong kinh Dược Sư, hiện nay chỉ còn bản chữ Hán và chữ Tây Tạng, người ta đọc thấy 12 lời nguyện của vị Phật này, thệ cứu độ chúng sinh, với sự giúp đỡ của chư Phật, Bồ Tát và 12 vị Hộ pháp và Thiên vương.
Tại Trung Quốc, Tây Tạng, Nhật Bản và Việt Nam, Phật Dược Sư được thờ cúng rộng rãi.

## Tên gọi
Các tên gọi khác của Phật Dược Sư là Dược Sư Lưu Ly Quang Vương Phật (bhaiṣajyaguruvaidūrya-prabha-buddha; 藥師琉璃光佛), Dược Sư Lưu Ly Quang Vương Như Lai (Phạn: Bhaiṣaijya guru vaiḍuria prabhà ràjàya tathàgatàya), Dược Sư Như Lai (Phạn: Bhaiṣaijya guru tathàgatàya), Dược Sư Lưu Ly Như Lai (Phạn: Bhaiṣaijya guru vaiḍuria tathàgatàya), Đại Y Vương Phật (Phạn: Mahà Bhaiṣaijya ràja buddha), Vương Thiện Đạo, do bổn nguyện của ngài là "cứu tất cả các bệnh khổ cho các chúng sinh" cho nên còn có tên Tiêu Tai Diên Thọ Dược Sư Phật.

## Danh hiệu
Thông Thường có 7 Đức Phật Dược Sư, hoặc 8 Đức Dược Sư (nếu cộng thêm Đức Thích Ca Mâu Ni), hạnh nguyện của các Ngài rất tương đồng như giúp chúng sinh được cứu khổ ban vui, sinh vào thiện đạo,thân hình đầy đủ các căn, được giàu có, xinh đẹp, thọ mạng dài lâu, tiêu trừ các tội lỗi về phạm giới khuyết giới, tiêu trừ các tội trộm cắp nghèo khó, giúp trừ các bệnh khổ thân tâm ma quỷ ám hại, được vãng sinh Tịnh Độ....
Bản Hán văn bên Trung Quốc nguyên có 7 bộ Kinh Dược Sư tương ứng với công đức bản Nguyện của 7 vị Phật gọi là Kinh Thất Phật Dược Sư Bản Nguyện Công Đức phần nói về 6 Đức Dược Sư là Quyển Thượng và phần nói về Đức Dược Sư Lưu Ly Quang là quyển hạ, tuy vậy khi truyền sang Việt Nam thì chỉ có 1 bộ Bản Nguyện Công Đức của Phật Dược Sư Lưu Ly Quang Như Lai do Ngài Pháp Sư Huyền Trang dịch, nguyên nhân cũng do một phần Việt Nam thịnh hành pháp môn Trì danh hiệu Phật.
Danh hiệu của 7 Vị Như Lai như sau:
| Thứ Tự | Danh hiệu                                           | Cõi Tịnh Độ                  | Ghi Chú                        |
| ------ | --------------------------------------------------- | ---------------------------- | ------------------------------ |
| 1      | Thiện Danh Xưng Cát Tường Vương Như Lai             | Quang Thắng Thế giới         | Toàn thân màu vàng             |
| 2      | Bảo Nguyệt Trí Nghiêm Quang Âm Tự Tại Vương Như Lai | Diệu Bảo Thế giới            | Toàn thân màu vàng đỏ          |
| 3      | Kim Sắc Bảo Quang Diệu Hạnh Thành Tựu Như Lai       | Viêm Mãn Hương Tích Thế giới | Toàn thân màu vàng nhạt        |
| 4      | Vô Ưu Tối Thắng Cát Tường Vương Như Lai             | Vô Ưu Thế giới               | Toàn thân sắc hồng             |
| 5      | Pháp Hải Lôi Âm Như Lai                             | Pháp Tràng Thế giới          | Toàn thân màu xanh lá cây      |
| 6      | Pháp Hải Thắng Huệ Du Hý Thần Thông Như Lai         | Thiện Trụ Bảo Hải Thế giới   | Toàn thân sắc đỏ               |
| 7      | Dược Sư Lưu Ly Quang Vương Như Lai                  | Tịnh Lưu Ly Thế giới         | Toàn thân màu xanh ngọc lưu ly |

## Các lời nguyện
1. Phát hào quang chiếu sáng mọi chúng sinh.
2. Cho chúng sinh biết đến Nhất thiết trí của mình.
3. Cho chúng sinh thực hiện được ước nguyện.
4. Hướng dẫn chúng sinh đi trên đường Đại thừa.
5. Giúp chúng sinh giữ giới hạnh.
6. Giúp chúng sinh chữa lành các thứ bệnh do sáu giác quan sinh ra.
7. Chữa bệnh thuộc về thân tâm cho mọi chúng sinh.
8. Cho phụ nữ tái sinh trở thành nam giới.[2]
9. Tránh cho chúng sinh khỏi rơi vào tà kiếp và giúp trở về chính đạo.
10. Tránh cho chúng sinh khỏi tái sinh trong thời mạt pháp.
11. Đem thức ăn cho người đói khát.
12. Đem áo quần cho người rét mướt.

## Đà-la-ni và chân ngôn
- Theo kinh Dược Sư Bổn nguyện công đức thì khi Phật Dược Sư nhập định tên là định diệt trừ tất cả các khổ não cho chúng sanh thì Ngài nói Đà-la-ni:[3][4]

namo bhagavate bhaiṣajyaguru
vaiḍūryaprabharājāya tathāgatāya
arhate samyaksambuddhāya tadyathā:
oṃ bhaiṣajye bhaiṣajye bhaiṣajya-samudgate svāhā.
Phiên âm tiếng Việt:
| “              | Nam mô bạc già phạt đế, bệ sái xã, lũ lô thích lưu ly bát lặc bà, hắc ra xà giả. Đát tha yết đa da, a ra hắc đế. Tam miệu tam bột đà da, đát điệt tha. Án, bệ sát thệ, bệ sát thệ, bệ sát xã, tam một yết đế tóa ha. | ” |
| — Phật Dược Sư | |   |

Trong đó, câu cuối của Đà-la-ni: oṃ bhaiṣajye bhaiṣajye bhaiṣajya-samudgate svāhā được xem như là chân ngôn của Phật Dược Sư. Ngoài ra còn nhiều câu chú khác được sử dụng trong các trường phái khác nhau của Kim Cương thừa.
- Tiểu chú có tên gọi là Dược Sư Phật tâm chú:

oṃ hulu hulu caṇḍali mataṅgi svàhà .

## Ở Phật giáo Tây Tạng
Hành trì Đức Phật Dược sư, the Supreme Healer (hay Sangye Menla ở Tây Tạng) không chỉ là một phương thuốc mạnh mẽ để chữa bệnh và tăng sức mạnh chữa lành bệnh cho bản thân và người khác, mà còn giúp chiến thắng khổ đau bên trong, cả sự hận thù và ngu dốt, như vậy hành thiền qua Đức Phật Dược sư có thể giúp giảm bệnh tật và đau khổ về thể chất và tinh thần.
Thần chú Đức Phật Dược sư cực kỳ mạnh mẽ để chữa lành bệnh tật và thanh lọc nghiệp xấu. Một hình thức thực hành từ vị Phật thầy thuốc được thực hiện khi một người bị bệnh nặng. Bệnh nhân phải trì chú này 108 lần trên một ly nước. Nước trong ly bây giờ được tin là sự ban phước lành bởi sức mạnh của thần chú và sự gia trì của chính đức Phật Dược sư, sau đó nước được cho bệnh nhân uống. Phương pháp này được thực hành lặp lại hằng ngày cho đến khi bệnh được chữa khỏi.

## Chư vị quyến thuộc
- Hai Vị Bồ Tát: hai vị này ở cõi Tịnh Lưu Ly, giữ vững được Kho Báu Chính Pháp của Phật Dược Sư và sau này sẽ lên Ngôi Phật:

| 1 | Nhật Quang Biến Chiếu Bồ Tát   |
| - | ------------------------------ |
| 2 | Nguyệt Quang Biến Chiếu Bồ Tát |

. Tám vị Bồ Tát Dược sư  
| 1. | Văn Thù Sư Lợi Bồ Tát |
| 2. | Quán Thế Âm Bồ Tát    |
| 3. | Ðại Thế Chí Bồ Tát    |
| 4. | Vô Tận Ý Bồ Tát       |
| 5. | Bữu Ðàn Hoa Bồ Tát    |
| 6. | Dược Vương Bồ Tát     |
| 7. | Dược Thượng Bồ Tát    |
| 8. | Di Lặc Bồ Tát         |

- Mười Hai Đại tướng Dược Xoa là các Hộ pháp phò trợ các hành giả tu trì pháp Dược Sư, còn gọi là: Kim Cang Lực Sĩ. Ngoài ra 12 vị này còn có 84.000 quyến thuộc

| Thứ Tự | Danh hiệu phiên âm | Hán dịch    | Là Hóa Thân Của Phật, Bồ-tát | Ghi chú                                       |
| ------ | ------------------ | ----------- | ---------------------------- | --------------------------------------------- |
| 1      | Cung Tỳ La         | Cực Uý      | Di Lặc Bồ-tát                | Thân vàng, tay cầm bảo xử                     |
| 2      | Phạt Chiết La      | Kim Cang    | Đại Thế Chí Bồ-tát           | Thân Trắng, tay cầm bảo kiếm                  |
| 3      | Mê Súy La          | Chấp Nghiêm | Phật A Di Đà                 | Thân Vàng, tây cầm bổng hoặc độc cổ           |
| 4      | An Để La           | Chấp Tinh   | Quán Thế Âm Bồ-tát           | Thân xanh lục, tay cầm bảo chùy hoặc bảo châu |
| 5      | Át Nể La           | Chấp Phong  | Ma Lợi Chi Bồ-tát            | Thân đỏ, tay cầm bảo xoa hoặc mũi tên         |
| 6      | San Để La          | Cư Ngoại    | Hư Không Tạng Bồ-tát         | Thân khói lam, tay cầm bảo kiếm hoặc loa bối  |
| 7      | Nhân Đạt La        | Chấp Lực    | Địa Tạng Bồ-tát              | Thân đỏ, tay cầm bảo côn hoặc mâu             |
| 8      | Ba Di La           | Chấp Ẩm     | Văn Thù Sư Lợi Bồ-tát        | Thân đỏ, tay cầm bảo chùy hoặc cung tên       |
| 9      | Ma Hổ La           | Chấp Ngôn   | Phật Dược Sư                 | Thân trắng, tay cầm rừu búa                   |
| 10     | Chân Đạt La        | Chấp Tưởng  | Phổ Hiền Bồ-tát              | Thân vàng, tay cầm quyến sách hoặc bảo bổng   |
| 11     | Chiêu Đổ La        | Chấp Động   | Kim Cang Thủ Bồ-tát          | Thân xanh, tay cầm bảo chùy                   |
| 12     | Tỳ Yết La          | Viên Tác    | Phật Thích Ca                | Thân đỏ, tay cầm bảo luân hoặc tam cổ         |

## Các Bản dịch Kinh
| Tên Kinh                                                | Dịch giả               | niên đại dịch                                 | ghi chú                                                              |
| ------------------------------------------------------- | ---------------------- | --------------------------------------------- | -------------------------------------------------------------------- |
| Kinh Bạt trừ quá tội sinh tử đắc độ                     | Bạch Thi Lợi Mật Đa La | 317-322 Đông Tấn                              | Xếp vào quyển 12 Kinh Quán Đỉnh, dịch từ Phạn sang Hán               |
| Kinh Dược Sư Lưu Ly Quang                               | Huệ Giản               | 457, Lưu Tống                                 | dịch từ Phạn sang Hán                                                |
| Kinh Dược Sư Như Lai Bản Nguyện Công Đức                | Đạt Ma Cấp Đa          | 615, Tùy                                      | dịch từ Phạn sang Hán                                                |
| Kinh Dược Sư Lưu Ly Như Lai Bản Nguyện Công Đức         | Huyền Trang            | 650, Đường                                    | dịch từ Phạn sang Hán                                                |
| Kinh Dược Sư Lưu Ly Quang Thất Phật Bản Nguyện Công Đức | Nghĩa Tịnh             | 707, Đường                                    | Xếp vào tập 14 Đại Chánh Tân Tu Đại Tạng Kinh, dịch từ Phạn sang Hán |
| Kinh Dược Sư                                            | Tuệ Nhuận              | khoảng năm 1935,Bảo Đại, Nhà Nguyễn, Việt Nam | dịch từ Hán sang Việt                                                |

## Tích truyện
Ở Thiên Trúc có người đàn ông vốn dòng giàu sang phú quý, sau làm ăn sa sút đến độ nghèo phải đi ăn xin. Ban đầu thân bằng còn giúp sau đó thân sơ khi nhìn thấy ông đều đóng cửa không tiếp, từ đó gọi là ông Bế Môn. Một hôm, trong tâm niệm buồn, ông đi đến một ngôi chùa thờ Phật Dược Sư, chấp tay đi nhiễu quanh tượng phật, chí thành sám hối, sau đó ngồi xuống chí tâm chí thành niệm Phật Dược Sư: Nam Mô Dược Sư Lưu Ly Quang Như Lai. Đến đêm cuối ngày thứ 5 thì khi thân tâm mê mệt bỗng thấy Phật Dược Sư thân tướng tuyệt hảo hiện lên bảo: "Do ngươi sám hối và niệm danh hiệu Ta nên túc nghiệp đã dứt, sẽ được hưởng cảnh giàu sang. Mau về ngôi nhà cũ của cha mẹ người, khai quyệt nền sẽ tìm được kho báu." Tỉnh Lại, ông lễ tạ Phật rồi về lại ngôi nhà xưa, trải 2 ngày dọn dẹp đào bới nền nhà theo lời Phật, ông tìm được chum vàng bạc của tổ tiên xưa để lại. Ông lại giàu có, nhà cửa huy hoàng, tôi đòi sung túc như cũ.(theo Tam Bảo Ký)
Đời Đường, ông Trương Tạ Phu bị bệnh đau nặng. Gia đình thỉnh chư tăng tụng kinh Dược Sư suốt 7 ngày đêm. Đêm hoàn mãn, Trương nằm mơ thấy mình được chư Tăng đem Kinh đắp lên người. Tỉnh dậy thấy bệnh lui giảm rồi lành hẳn. Ông đem chuyện này kể cho người nhà biết và tin rằng mình lành bệnh là do công đức tụng kinh Dược Sư. (theo Tam Bảo Ký)

## Tranh tượng

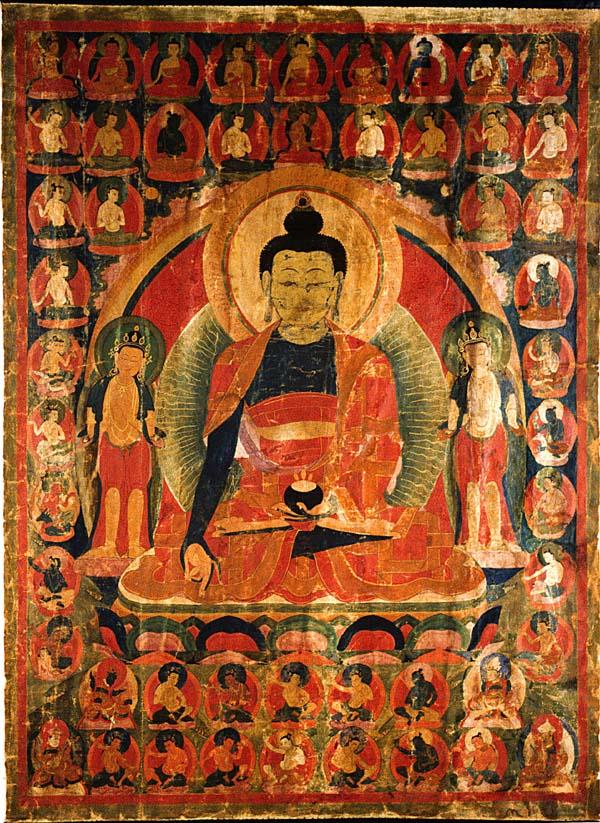
Phật Dược Sư chữa bệnh bằng cử chỉ tập trung vào hạnh phúc của chính mình (năng lượng Kundalini) và cử chỉ ban sức khỏe (mở tay phải cho tất cả những người bệnh trên trái đất).
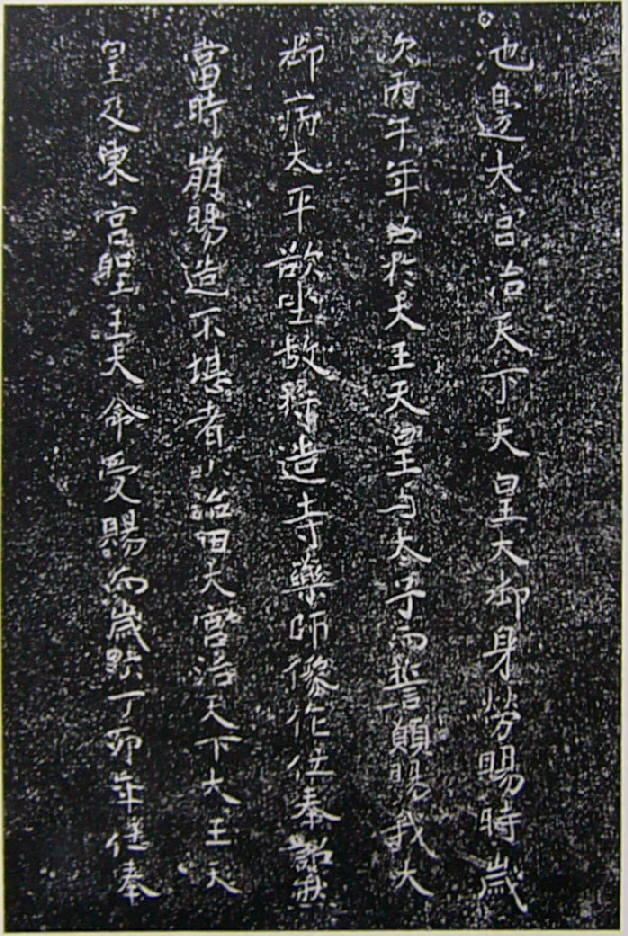
Bản khắc trên vầng hào quang của bức tượng Bhaisajyaguru ở Chùa Hōryū-ji. Dài khoảng 27 cm, rộng 12 cm.
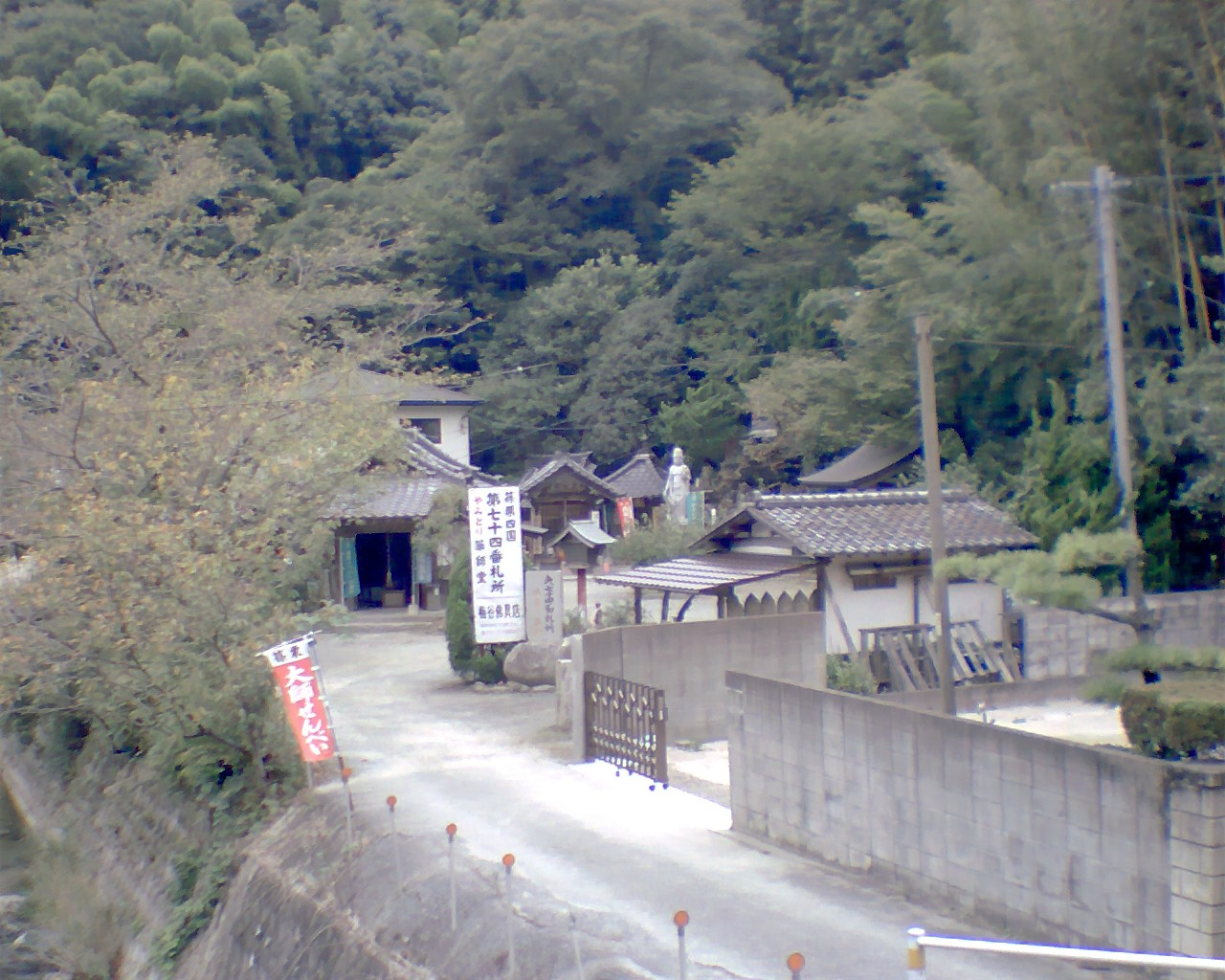
Chùa Dược Sư ở Sasaguri, Fukuoka, Nhật Bản.
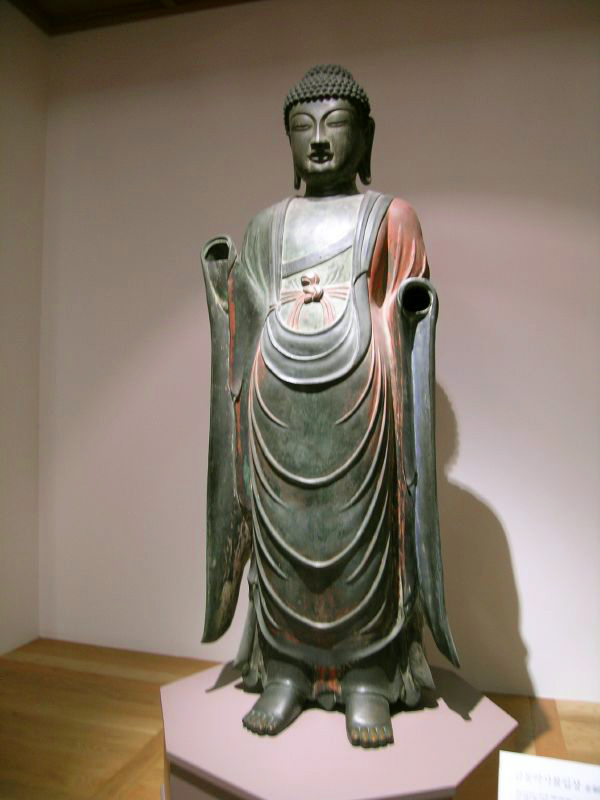
Tượng Phật Dược Sư trong Viện bảo tàng Quốc gia Gyeongju, bảo vật số 28 của Hàn Quốc.